# Brande (Einheit)
Die Brande, auch Bücke, war ein Flüssigkeitsmass im Schweizer Kanton Neuenburg.
- 1 Brande = 1920 Pariser Kubikzoll = 38 Liter
- 24 Brande = 1 Bosse/Stückle